# Dżolof
Dżolof (fr. Djolof, wolof: Jolof) – przedkolonialne królestwo na terenach dzisiejszego Senegalu, założone przez lud Wolofów. Jego stolicą było miasto Linguère. 
Niewiele wiadomo o początkach królestwa, najprawdopodobniej jednak powstało w XIII wieku i utrzymywało zawsze ścisłe kontakty handlowe z Imperium Mali lub było od niego zależne. Szczyt rozkwitu Dżolofu przypada na XVI wiek, kiedy królestwo prowadziło zyskowny handel z Portugalczykami. W skład królestwa wchodziło sześć krain: Dżolof, Walo, Kajor, Baol, Sine i Saloum. Dalsze pięć krain było lennami Dżolofu. Władza królewska nigdy nie była jednak silna i często wybuchały powstania. W 1488 roku książę Wolofów, ochrzczony jako João Bemoy, zwrócił się nawet do króla Portugalii Jana II o pomoc w tłumieniu buntu w jednej ze swoich prowincji. Pomoc tę otrzymał i na kilkadziesiąt lat uratowano integralność królestwa.  
W 1549 roku od Dżolofu odłączyło się jednak państwo Kajor, a wkrótce po nim Baol i Walo. Uniezależnione królestwa przetrwały aż do podboju przez Francuzów w końcu XIX wieku.